# Nicole Gius
Nicole Gius (ur. 16 listopada 1980 w Silandro) – włoska narciarka alpejska.

## Kariera
Po raz pierwszy na arenie międzynarodowej pojawiła się 10 grudnia 1995 roku w Piancavallo, gdzie w zawodach FIS Race zajęła piętnaste miejsce w slalomie. W 1998 roku wystartowała na mistrzostwach świata juniorów w Megève, gdzie jej najlepszym wynikiem było szóste miejsce w gigancie. Jeszcze dwukrotnie startowała na imprezach tego cyklu, zajmując między innymi szóste miejsce w slalomie na mistrzostwach świata juniorów w Pra Loup w 1999 roku oraz mistrzostw świata juniorów w Québecu rok później.
W zawodach Pucharu Świata zadebiutowała 6 stycznia 1998 roku w Bormio, gdzie nie zakwalifikowała się do drugiego przejazdu giganta. Pierwsze pucharowe punkty wywalczyła 17 stycznia 1999 roku w St. Anton, zajmując dziesiąte miejsce w slalomie. Na podium zawodów PŚ po raz pierwszy stanęła 29 grudnia 2002 roku w Semmering, zajmując trzecie miejsce w slalomie. W zawodach tych wyprzedziły ją jedynie Janica Kostelić z Chorwacji i Francuzka Christel Pascal. Łącznie cztery razy stawała na podium, jednak nie odniosła żadnego zwycięstwa. Najlepsze wyniki osiągnęła w sezonie 2002/2003, kiedy to zajęła 21. miejsce w klasyfikacji generalnej, a w klasyfikacji slalomu była siódma.
W 1999 roku wystartowała na mistrzostwach świata w Vail/Beaver Creek, gdzie nie ukończyła giganta, a w slalomie zajęła 21. miejsce. Jeszcze sześciokrotnie startowała na imprezach tego cyklu, najlepszy wynik osiągając podczas mistrzostw świata w Val d’Isère w 2009 roku, gdzie była piąta w slalomie. W 2002 roku wystąpiła na igrzyskach olimpijskich w Salt Lake City, gdzie była dziesiąta w slalomie i dziewiętnasta w gigancie. Brała też udział w igrzyskach w Vancouver w 2010 roku, zajmując odpowiednio ósme i dwudzieste miejsce.

## Osiągnięcia

### Igrzyska olimpijskie
| Miejsce | Dzień     | Rok  | Miejscowość    | Konkurencja | Czas biegu  | Strata  | Zwyciężczyni        |
| ------- | --------- | ---- | -------------- | ----------- | ----------- | ------- | ------------------- |
| 10.     | 20 lutego | 2002 | Salt Lake City | Slalom      | 1:46,10 min | +4,91 s | Janica Kostelić     |
| 19.     | 22 lutego | 2002 | Salt Lake City | Gigant      | 2:30,01 min | +5,53 s | Janica Kostelić     |
| 20.     | 25 lutego | 2010 | Vancouver      | Gigant      | 2:27,11 min | +1,76 s | Viktoria Rebensburg |
| 8.      | 26 lutego | 2010 | Vancouver      | Slalom      | 1:42,89 min | +2,12 s | Maria Riesch        |

### Mistrzostwa świata
| Miejsce | Dzień     | Rok  | Miejscowość       | Konkurencja | Czas biegu  | Strata   | Zwyciężczyni          |
| ------- | --------- | ---- | ----------------- | ----------- | ----------- | -------- | --------------------- |
| DNF1    | 11 lutego | 1999 | Vail/Beaver Creek | Gigant      | 2:08,54 min | -        | Alexandra Meissnitzer |
| 22.     | 13 lutego | 1999 | Vail/Beaver Creek | Slalom      | 1:33,97 min | +3,09 s  | Zali Steggall         |
| 26.     | 7 lutego  | 2001 | St. Anton         | Slalom      | 1:32,95 min | +15,32 s | Anja Pärson           |
| 23.     | 15 lutego | 2003 | Sankt Moritz      | Slalom      | 1:39,55 min | +3,72 s  | Janica Kostelić       |
| 22.     | 8 lutego  | 2005 | Bormio            | Gigant      | 2:13,63 min | +3,60 s  | Anja Pärson           |
| 14.     | 11 lutego | 2005 | Bormio            | Slalom      | 1:47,98 min | +3,21 s  | Janica Kostelić       |
| 20.     | 13 lutego | 2007 | Åre               | Gigant      | 2:31,72 min | +2,85 s  | Nicole Hosp           |
| 12.     | 16 lutego | 2007 | Åre               | Slalom      | 1:43,91 min | +2,33 s  | Šárka Záhrobská       |
| DNF2    | 12 lutego | 2009 | Val d’Isère       | Gigant      | 2:03,49 min | -        | Kathrin Hölzl         |
| 5.      | 14 lutego | 2009 | Val d’Isère       | Slalom      | 1:51,80 min | +1,13 s  | Maria Riesch          |
| 20.     | 19 lutego | 2011 | Ga-Pa             | Slalom      | 1:45,79 min | +3,73 s  | Marlies Schild        |

### Mistrzostwa świata juniorów
| Miejsce | Dzień     | Rok  | Miejscowość | Konkurencja | Czas biegu  | Strata  | Zwyciężczyni    |
| ------- | --------- | ---- | ----------- | ----------- | ----------- | ------- | --------------- |
| 35.     | 26 lutego | 1998 | Megève      | Zjazd       | 1:24,41 min | +3,09 s | Martina Lechner |
| 25.     | 27 lutego | 1998 | Megève      | Supergigant | 1:06,08 min | +2,12 s | Martina Lechner |
| DSQ1    | 28 lutego | 1998 | Megève      | Slalom      | 1:26,48 min | -       | Stefanie Wolf   |
| 6.      | 1 marca   | 1998 | Megève      | Gigant      | 1:54,35 min | +2,18 s | Anja Pärson     |
| 6.      | 9 marca   | 1999 | Pra Loup    | Slalom      | 1:46,62 min | +2,46 s | Anja Pärson     |
| 21.     | 10 marca  | 1999 | Pra Loup    | Gigant      | 1:53,82 min | +5,83 s | Denise Karbon   |
| 18.     | 22 lutego | 2000 | Québec      | Supergigant | 1:18,79 min | +2,16 s | Kathrin Wilhelm |
| 9.      | 25 lutego | 2000 | Québec      | Gigant      | 1:55,08 min | +2,71 s | Anja Pärson     |
| 6.      | 26 lutego | 2000 | Québec      | Slalom      | 1:50,79 min | +3,21 s | Anja Pärson     |

### Puchar Świata

#### Miejsca w klasyfikacji generalnej
- sezon 1998/1999: 81.
- sezon 1999/2000: 83.
- sezon 2000/2001: 83.
- sezon 2001/2002: 78.
- sezon 2002/2003: 21.
- sezon 2003/2004: 51.
- sezon 2004/2005: 46.
- sezon 2005/2006: 96.
- sezon 2006/2007: 31.
- sezon 2007/2008: 31.
- sezon 2008/2009: 30.
- sezon 2009/2010: 45.
- sezon 2010/2011: 60.
- sezon 2011/2012: 88.

#### Miejsca na podium w zawodach
1. Semmering – 29 grudnia 2002 (slalom) – 3. miejsce
2. Kranjska Gora – 6 stycznia 2007 (gigant) – 2. miejsce
3. Lienz – 28 grudnia 2007 (gigant) – 3. miejsce
4. Zagrzeb – 4 stycznia 2009 (slalom) – 2. miejsce